# Slingsby T.43 Skylark 3
Dimensions
Le Slingsby T.43 Skylark 3 est un planeur monoplace de Classe libre développé à partir du Skylark 2 dont l'envergure est augmentée. Il gagne la première place aux Championnats du monde de vol à voile de 1960.

## Développement
Le premier Skylark produit par Slingsby est le Skylark 2, un planeur de compétition monoplace d'une envergure d'un peu moins de 15 m. Son successeur, le Skylark 3 lui ressemble beaucoup mais a une envergure de plus de 18 m et un allongement plus élevé.
Le Skylark 3 est muni d'une aile haute montée sur pylône. Jusqu'à mi envergure la corde est constante avant de décroitre jusqu'au saumon. Les ailerons occupent une grande partie des sections extérieures et les aérofreins sortant au-dessus et au-dessous de l'aile sont montés sur le longeron principal de la section intérieure. La structure de l'aile, comme celle du reste du planeur est en bois, construite autour d'un longeron principal et d'un longeron arrière plus léger. L'aile est coffrée en contreplaqué au bord d’attaque puis entoilée en arrière du longeron. Les ailerons sont également coffrés en contreplaqué. Le fuselage est un semi-monocoque construit autour de cadres elliptiques en épicéa et une peau de contreplaqué. Le poste de pilotage est devant le bord d'attaque de l'aile, et fermé par une verrière en perspex. L'empennage horizontal recouvert de contreplaqué et les gouvernes de profondeur sont montés sur le dessus du fuselage, suffisamment en l'avant pour que l'articulation de la gouverne de direction se trouve en arrière des gouvernes de profondeur. La dérive est recouverte de contreplaqué mais la gouverne de direction est juste entoilée. Par rapport au Skylark 2, la dérive est agrandie de 35% et la profondeur de 23%. Le train d'atterrissage était conventionnel, avec un patin de nez, une roue fixe et un patin de queue.
Le Skylark 3 vole pour la première fois en juillet 1955. 70 sont construits; d'au moins 7 sous-types, les 3A, 3B et 3F sont les plus nombreux.

## Histoire opérationnelle
Le point culminant de la carrière en compétition du Skylark 3 est le Championnat du monde de vol à voile de 1960 à Cologne en Allemagne, où, piloté par l'Argento-suédo-argentin Rolf Hossinger il finit à la première place. C'est le dernier planeur britannique à remporter les championnats. La plupart vont dans des clubs de vol à voile et des particuliers britanniques, mais quelques-uns sont exportés, dont quelques-uns vers l'armée de l'air coréenne. Certains, suivant l'habitude de Slingsby,sont vendus en kits, tant au Royaume-Uni qu’en Nouvelle-Zélande.
Le 15 septembre 1957, Phil Wills sur Skylark 3 vole de Dunstable à Saint-Omer franchissant au passage la Manche pour la première fois en vol à voile.
Le Skylark 3 bat le record britannique de vol à voile sur le «500 km à but fixé» piloté par Nick Goodhart le 11 mai 1959, avec un vol de 580 km entre Lasham, en Angleterre, et Portmoak, en Écosse. Goodhart décollant de Lasham à 13h03 et a atterrissant à Portmoak à 19h30, après un vol épique dans lequel il a successivement utilisé : le vol de pente, des ascendances thermique, le vol d'onde, avec des ascensions volontaires jusqu'à 5500 mètres dans un cumulo-nimbus et une autre montée à 4700 mètres dans un cumulus. Les record du Royaume Uni battus au cours de ce vol (distance à but fixé au pour planeur de 20 mètres et record de vitesse pour un vol de 500 km) tenaient encore en 2010 ce qui est remarquable compte tenu des performances considérablement améliorées des planeurs modernes en fibre de verre par rapport à celles d'un bois et toile comme le Skylark 3.

## Variantes
Skylark 3Apremière version produite. 7 exemplaires.
Skylark 3Bcockpit avancé de 76 mm, longueur totale augmentée de 80 mm. 24 exemplaires.
Skylark 3C3A avec des longerons renforcés pour répondre aux exigences de certification.  2 exemplaires.
Skylark 3D3B avec des longerons renforcés pour répondre aux exigences de certification. 2 exemplaires.
Skylark 3E3B modifié avec un profil NACA 64,2,615 en bout d'aile et des ailerons plus étroits.  1 exemplaire.
Skylark 3FAilerons compensés aérodynamiquement, augmentation de l'envergure de la profondeur de 2,88 m à 3,23 m. 30 exemplaires y compris les kits.
Skylark 3GF modifié avec envergure augmentée, ailerons plus étroits. 4 exemplaires.
Slingsby T.47Projet de Skylark 3 avec des ailes de 20 mètres.